# اغوزکند
اغوزکند (به لاتین: Oğuzkənd) یک منطقه مسکونی در جمهوری آذربایجان است که در شهرستان شرور واقع شده‌است. اغوزکند ۷۲۲ نفر جمعیت دارد.